# باشگاه بسکتبال ساسکی باسکونیا
باشگاه بسکتبال ساسکی باسکونیا (اسپانیایی: Saski Baskonia‎) یک باشگاه بسکتبال در شهر بیتوریا، اسپانیا است. این باشگاه که در سال ۱۹۵۹ تأسیس شده در لیگ آ س ب بازی می‌کند.